# Point Blank (album)
Point Blank è il terzo album in studio dei Bonfire, uscito nel 1989 per l'etichetta discografica BMG International.

## Tracce
1. Bang Down the Door (Halligan Jr., Lessmann, Schleifer, Ziller) 3:18
2. Waste No Time (Deisinger, Lessmann, Schleifer) 3:12
3. Hard on Me (Deisinger, Lessamm, Ponti, Schleifer, Swirsky, Witzemann, Ziller) 3:06
4. Why Is It Never Enough (Lessmann, Ziller) 4:10
5. Tony's Roulette (Lessmann, Ziller)	4:44
6. Minestrone (Maier-Thorn, Witzemann) :57
7. You're Back (Deisinger, Lessmann, Schleifer) 3:10
8. Look of Love (Deisinger, Lessmann, Schleifer) 4:41
9. The Price of Loving You (Child, Lessmann, Schleifer, Ziller) 3:04
10. Freedom Is My Belief (Lessmann, Ziller) 3:42
11. Gimme Some (Bulen, Deisinger, Keeling, Lessman, Ponti, Schleifer, Wagener, Witzemann) 3:16
12. Say Goodbye (Lessmann, Ziller) 3:42
13. Never Surrender (Deisinger, Lessmann, Schleifer) 4:59
14. (20th Century) Youth Patrol (Ziller) 3:23
15. Jungle Call (Maier-Thorn) :29
16. Know Right Now (Deisinger, Lessmann, Schleifer) 3:51
17. Who's Foolin' Who (Lessmann, Ribler, Schleifer, Ziller) 3:55

## Formazione
- Claus Lessmann - voce
- Angel Schleifer - chitarra
- Joerg Deisinger - basso
- Edgar Patrik - batteria